# Безымянный князь
Безымянный князь — условное обозначение правителя белых сербов, который привел свой народ в начале VII века из Белой Сербии на юг Балкан.
Он описывается как преемник сербского короля, наряду с неназванным братом, и как правитель, который привёл на Балканы часть сербов из Белой Сербии во времена правления императора Ираклия (610—641).
…Когда двое братьев получили от отца власть над Сербией, один из них, взяв половину народа, попросил убежища у Ираклия, василевса ромеев. Приняв его, сам Ираклий предоставил ему Фессалоники как место для поселения Сербия, которая с той поры и получила это прозвание.
О самих сербах Константин VII Багрянородный писал:
Да будет известно, что сербы происходят от некрещеных сербов, называемых также «белыми» и живут по ту сторону Туркии [венгры] в местности, именуемой ими Бойко. С ними граничит Франкия [германцы], а также Великая Хорватия, некрещеная, называемая также «Белой».
На своем пути к югу сербы и хорваты победили аваров, прежде чем в конце концов поселились на землях внутренних районов провинции Салоники, территорию которой Ираклий даровал им с задачей защитить границы Византии от будущих нападений аваров и других кочевников. Постепенно сербы покинули провинцию и переехали на север, пока они не пришли в Белград.
Неизвестный князь вскоре после прибытия на Балканы был отстранён от управления в результате внутренней борьбы за власть над племенами. В трактате «Об управлении империей» упоминается, что он умер около 680 года.
Князь Властимир, по имени которого была названа первая сербская правящая династия, вероятно, был праправнуком Неизвестного князя.